# Lasiognathus
Lasiognathus là một chi cá trong họ Thaumatichthyidae, thường thấy được ở Đại Tây Dương]] và Thái Bình Dương.

## Các loài
Có 5 loài được ghi nhận:
- Lasiognathus amphirhamphus Pietsch, 2005
- Lasiognathus beebei Regan & Trewavas, 1932
- Lasiognathus intermedius Bertelsen & Pietsch, 1996
- Lasiognathus saccostoma Regan, 1925
- Lasiognathus waltoni Nolan & Rosenblatt, 1975